# Кандахар
Вижте пояснителната страница за други значения на Кандахар.
Кандахар (на пущунски: کندهار) е град в Югоизточен Афганистан, административен център на провинция Кандахар.
Разположен е на река Аргандаб, на 1000 метра надморска височина. С население от 614 254 души (1 януари 2020) е 2-рият по население град в страната след столицата Кабул.
Заедно с град Пешавар в Пакистан Кандахар е считан за един от основните центрове на пущунската народност.
В Кандахар е роден политикът Хамид Карзай.